# Pacello da Mercogliano
Pacello da Mercogliano (* etwa 1455 in Mercogliano, Italien; † 1534 in Frankreich), bürgerlicher Name Pacello Mazzarotta, auch Pierre da Mercogliano und Dom Passolo genannt, war ein italienischer Priester, der als Gartengestalter und Landschaftsarchitekt unter den französischen Königen Karl VIII. und Ludwig XII. wirkte. Mit ihm begann die Tradition der italienischen Renaissance-Gärten in den Schlossanlagen des Loiretals, deren Gestaltung die später in Mode kommenden französischen Barockgärten maßgeblich beeinflusste.

## Leben
Pacello war Geistlicher und stammte aus dem italienischen Mercogliano bei Avellino. Ende des 15. Jahrhunderts arbeitete er in Neapel für Alfons II. und gestaltete dort unter anderem die Gärten der Villen Poggio Reale und Duchesca.
Karl VIII. war nach seiner Eroberung des Königreichs Neapel derart von den Parks in der Stadt begeistert, dass er ihren Gestalter Pacello gemeinsam mit 22 anderen italienischen Künstlern und Handwerkern 1495 mit nach Frankreich nahm. Da Mercogliano trug dort den Titel jardinier du roi und gestaltete ab 1498 gemeinsam mit den Brüdern Antonio und Giovanni Guisti für das Schloss Amboise den ersten Renaissance-Garten Frankreichs.
Nach dem plötzlichen Tod Karls VIII. beschäftigte ihn dessen Nachfolger Ludwig XII. in Blois weiter. Neben seinem Jahresgehalt von 375 Livres tournois erhielt er außerdem eine Pfarrpfründe, indem Ludwig ihn am 22. Juni 1503 zum Kanoniker der Kollegiatkirche Saint-Sauveur in Blois ernannte. Die komplizierte hydraulische Anlage, welche die Schlossgärten von Blois versorgte, entwarf und gestaltete er gemeinsam mit Fra Giovanni Giocondo, mit dem er  schon in Amboise zusammengearbeitet hatte.
Ab 1502 arbeitet der Italiener für Ludwigs Minister Kardinal Georges d’Amboise, der sich mit Gaillon eine Schlossanlage nach dem Vorbild der königlichen Residenzen errichten ließ.
Pacello da Mercogliano gestaltete auch die Gärten des Anwesens Château-Gaillard in Amboise, das ihm Ludwig XII. 1505 schenkte. Er starb im Jahr 1534.

## Werke und Einfluss

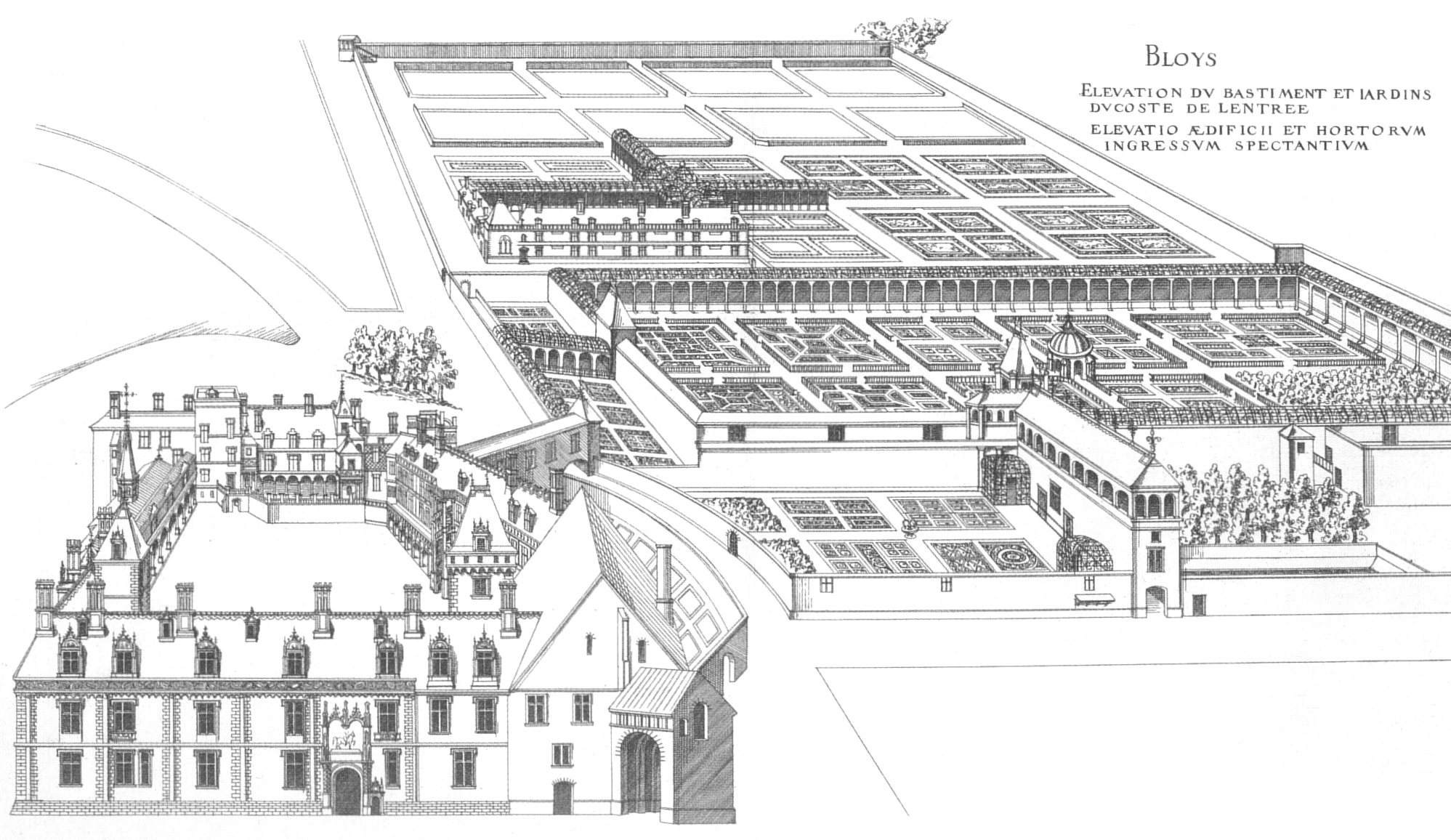
Ab 1499 gestaltete Pacello da Mercogliano die aufwändigen Gartenanlagen des Schlosses in Blois; Stich Jacques Androuet du Cerceaus, um 1575

Pacello da Mercogliano führte Ende des 15. und zu Beginn des 16. Jahrhunderts in Frankreich das Prinzip der symmetrisch gestalteten Gärten ein. Sie werden deshalb nach dem Herkunftsland ihres Gestalters „Italienische Gärten“ oder „Gärten im italienischen Stil“ genannt. Da sich aus diesen Gartenanlagen später die Barockparks entwickelten, gilt der Italiener als geistiger Vater der barocken Gärten. Eine Vielzahl von Neuerungen in der französischen Gartenkunst geht auf ihn zurück. So war er derjenige, der als erstes Parterres in Gärten anlegen und in ihnen Pavillons errichten ließ. Gemeinsam mit einem italienischen Landsmann war er für komplizierte, hydraulische Anlagen verantwortlich, die erstmals nicht nur der Bewässerung dienten, sondern auch dekorative Wasserspiele und Brunnen versorgten. Pacello da Mercogliano war zudem der erste Landschaftsgestalter, der Zitrusbäume in mobilen Pflanzgefäßen verwendete, um sie zur Überwinterung in eine Orangerie bringen zu können.
Die meisten der von ihm gestalteten Gärten sind im Laufe der Zeit jedoch zerstört worden und verschwunden. Ihr Aussehen ist nur anhand von Stichen Jacques I. Androuet du Cerceaus überliefert, der zahlreiche französische Schlossanlagen samt Gärten in seinem zweibändigen Werk Les plus excellents Bastiments de France festhielt.
Zu den bekanntesten Werken da Mercoglianos zählten die Gärten folgender Anlagen:
- Villa Poggio Reale
- Villa Duchesca
- Schloss Amboise; ab 1495,[9] erster Renaissance-Garten Frankreichs[10]
- Schloss Blois; ab 1499
- Schloss Gaillon; ab 1502